# Gasteracantha rhomboidea
Gasteracantha rhomboidea är en spindelart som beskrevs av Félix Édouard Guérin-Méneville 1838. Gasteracantha rhomboidea ingår i släktet Gasteracantha och familjen hjulspindlar.
Artens utbredningsområde är Mauritius.

## Underarter
Arten delas in i följande underarter:
- G. r. comorensis
- G. r. madagascariensis